# The Mole Show Live at the Roxy
The Mole Show Live at the Roxy to album koncertowy autorstwa awangardowej grupy The Residents dokumentujący koncert nagrany podczas pierwszej ogólnoświatowej trasy koncertowej zespołu. Początkowo koncert ten nie miał ukazać się na żadnym nagraniu, jednak po odkryciu, że ktoś wydał go jako nielegalny bootleg, taśmy zawierające koncert zostały odkupione od akustyków przez grupę The Cryptic Corporation i wydane oficjalnie w dwóch limitowanych seriach (1800 sztuk na zwykłym, czarnym winylu oraz 1500 na picture discu przedstawiającym członka zespołu w charakterystycznym kostiumie w kształcie gałki ocznej) przez Ralph Records. Płyta została wydana na płycie kompaktowej dopiero w 1998 roku za sprawą japońskiej Bomba Records.

## Lista utworów
1. Voices of the Air
2. The Secret Seed
3. Introduction
4. Won't You Keep Us Working?
5. First Warning
6. Back to Normality?
7. The Sky Falls!
8. Narration
9. God of Darkness
10. More Narration
11. March to the Sea
12. The Observer
13. Hole Workers' New Hymn
14. Rumors
15. Arrival
16. Deployment
17. Saturation
18. Still More Narration
19. Idea
20. Construction
21. Ugly Rumors
22. Failure/Reconstruction
23. Success
24. Upset Narration
25. Call of the Wild
26. Driving the Moles Away
27. Don't Tread on Me
28. The Short War
29. Frantic Narration
30. Resident Speech
31. Satisfaction
32. Happy Home